# Zaporoger

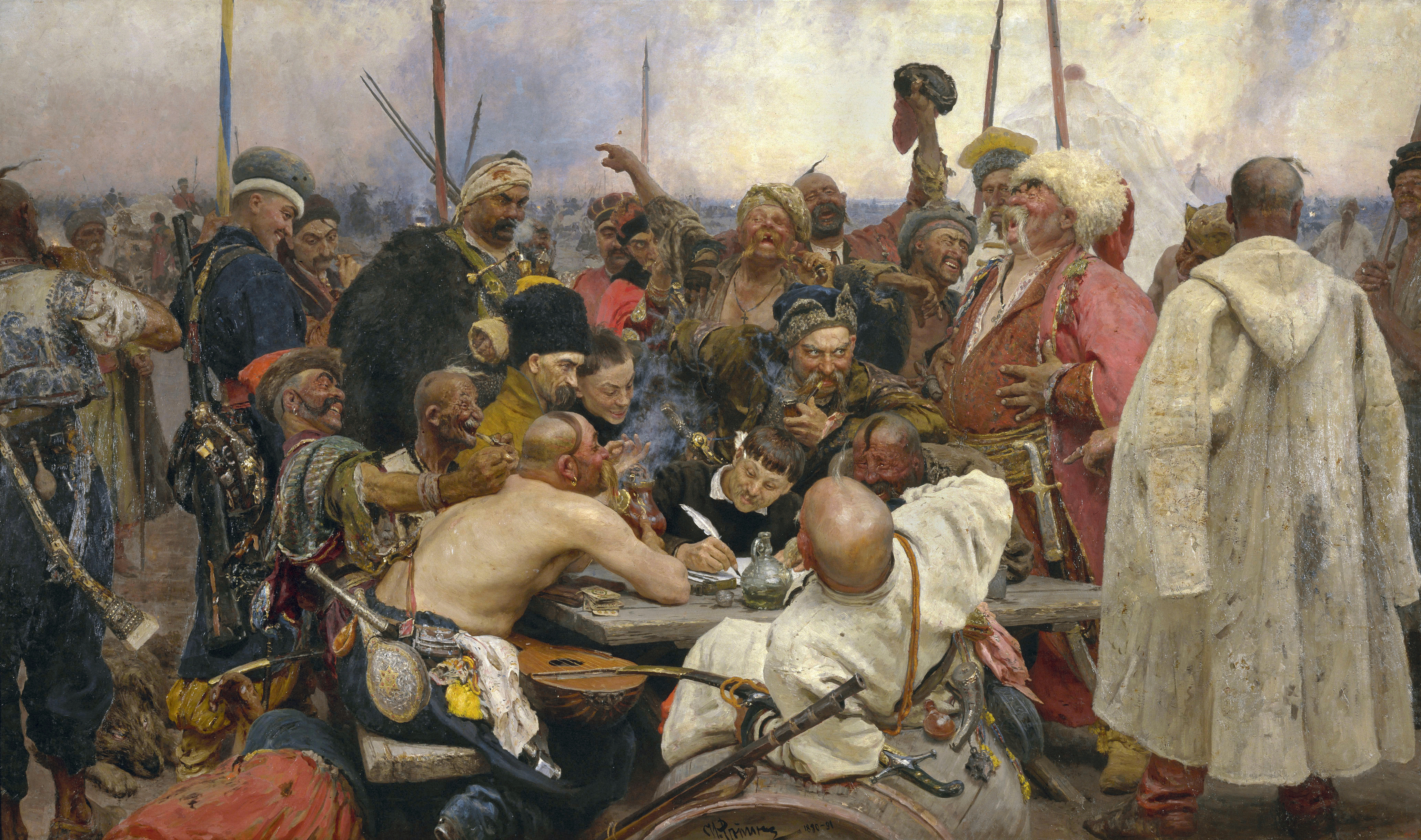
Zaporogkosacker skriver brev till den turkiske sultanen, målning av Ilja Repin.

Zaporoger (av ryska za - "på andra sidan" och porog, egentligen: "tröskel", "fors (i Dnepr"), är en beteckning för de kosacker som bodde mellan floderna Dnepr och Södra Bug. De hade länge en relativt fri ställning, inom sitt område – Zaporogiska Sitj. Deras självständighetsdrömmar, som i början av 1700-talet bland annat tog sig uttryck i hetmanen Ivan Mazepas förbund med Karl XII, krossades definitivt vid slaget vid Poltava 1709.